# رواسو كوماموتو
رواسو كوماموتو (باليابانية: ロアッソ熊本) هو نادي كرة قدم ياباني تأسس عام 1969 مركزه مدينة كوماموتو، محافظة كوماموتو.

## وصلات خارجية
- الموقع الرسمي